# 消费者化学制品指南
《消费者化学制品指南》是一本由英国科普作家约翰·埃姆斯利创作的化学科普图书，1994年由麥米倫出版公司下属的W.H. Freeman出版社出版，获得了1995年的英国皇家学会科学图书奖。